# Hoàng Văn Thụ, Bình Gia
Hoàng Văn Thụ là một xã thuộc huyện Bình Gia, tỉnh Lạng Sơn, Việt Nam.

## Địa lý
Xã Hoàng Văn Thụ nằm ở phía đông nam huyện Bình Gia, có vị trí địa lý:
- Phía đông giáp xã Minh Khai
- Phía tây giáp xã Mông Ân và xã Thiện Thuật
- Phía nam giáp thị trấn Bình Gia
- Phía bắc giáp xã Quang Trung.

Xã Hoàng Văn Thụ có diện tích 33,10 km², dân số năm 2018 là 2.516 người, mật độ dân số đạt 76 người/km².

## Lịch sử
Ngày 21 tháng 11 năm 2019, Ủy ban Thường vụ Quốc hội ban hành Nghị quyết số 818/NQ-UBTVQH14 về việc sắp xếp các đơn vị hành chính cấp xã thuộc tỉnh Lạng Sơn (nghị quyết có hiệu lực từ ngày 1 tháng 1 năm 2020). Theo đó, sáp nhập toàn bộ 7,77 km² diện tích tự nhiên và 733 người thuộc 2 thôn: Tòng Chu 1, Tòng Chu 2 của xã Hoàng Văn Thụ vào thị trấn Bình Gia.
Sau khi điều chỉnh, xã Hoàng Văn Thụ còn lại 33,10 km² diện tích tự nhiên và 2.516 người.